# نهائي كأس الدوري البرتغالي 2014
نهائي كأس الدوري البرتغالي 2014 هي المباراة النهائية من منافسة كأس الدوري البرتغالي 2013–14، أقيمت المباراة في 7 مايو 2014، في ملعب د. ماغالهايس بيسوا، بين فريقي نادي بنفيكا، ونادي ريو أفي، وفاز فيها نادي بنفيكا، بعد أن هزم نادي ريو أفي، بنتيجة 2 - 0.

## تفاصيل المباراة
لعبت المباراة النهائية في 7 مايو 2014.
| نادي بنفيكا | 2 -0 | نادي ريو أفي |
| ----------- | ---- | ------------ |
|             |      |              |